# Joe's Menage
Joe's Menage è un album dal vivo del cantautore e musicista Frank Zappa, pubblicato postumo nel 2008.
Il disco contiene materiale inedito registrato durante un concerto tenuto il 1º novembre 1975 a Williamsburg (Virginia).

## Tracce
Tutte le tracce sono di Frank Zappa.
1. Honey, Don't You Want a Man Like Me? – 3:57
2. The Illinois Enema Bandit – 8:42
3. Carolina Hard-Core Ecstasy – 6:02
4. Lonely Little Girl – 2:46
5. Take Your Clothes Off When You Dance – 2:10
6. What's the Ugliest Part of Your Body? – 1:16
7. Chunga's Revenge – 14:18
8. Zoot Allures – 6:41

## Formazione
- Frank Zappa - chitarra, voce
- Norma Jean Bell - sax, voce
- Napoleon Murphy Brock - sax, voce
- Andre Lewis - tastiere, voce
- Roy Estrada - basso, voce
- Terry Bozzio - batteria, voce